# On a Day Like Today

On a Day Like Today est un album du chanteur et compositeur canadien Bryan Adams, sorti le 27 septembre 1998. Après les critiques de son dernier album, Bryan choisit comme producteur Bob Rock pour la conception de cet album.
| No  | Titre                            | Durée |
| --- | -------------------------------- | ----- |
| 1.  | How do ya feel tonight           |       |
| 2.  | c'mon c'mon c'mon                |       |
| 3.  | getaway                          |       |
| 4.  | on a day like today              |       |
| 5.  | fearless                         |       |
| 6.  | i'm a liar                       |       |
| 7.  | cloud number nine                |       |
| 8.  | when you're gone avec Melanie C. |       |
| 9.  | inside out                       |       |
| 10. | if i had you                     |       |
| 11. | before the night is over         |       |
| 12. | i don't wanna live forever       |       |
| 13. | where angels fear to tread       |       |
| 14. | lie to me                        |       |

## Certification
| Pays        | Association      | Certification | Ventes/Équivalence |
| ----------- | ---------------- | ------------- | ------------------ |
| Allemagne   | BVMI             | or            | 250 000            |
| Autriche    | IFPI Austria     | or            | 25 000             |
| Belgique    | IFPI Belgium     | or            | 25 000             |
| Canada      | CRIA             | 2x platine    | 200 000            |
| Danemark    | IFPI Danmark     | platine       | 20 000             |
| Royaume-Uni | BPI              | or            | 100 000            |
| Suisse      | IFPI Switzerland | platine       | 50 000             |